# 岚水乡
岚水乡，是中华人民共和国山西省长治市长子县下辖的一个乡镇级行政单位。2021年3月，岚水乡撤销，并入鲍店镇。

## 行政区划
岚水乡下辖以下地区：
。